# 1760 у літературі

## П'єси
- «Самодури» (італ. «I rusteghi») — комедія Карло Ґольдоні.

## Поезія
- «Уривки стародавньої поезії, зібрані в горах Шотландії» — вірші Джеймса Макферсона англійською мовою, які за його словами належали давньому ірландському поету та барду Оссіану.

## Народились
- 10 травня — Йоганн Петер Хебель, німецький поет, письменник.
- 12 червня — Жан Батіст Луве де Кувре, французький письменник.
- 1 жовтня — Вільям Бекфорд, англійський письменник.

## Померли
- 14 лютого — Ісаак Гоукінс Браун, англійський поет і політик.